# 산베르나르디노 터널
산 베르나르디노 터널(San Bernardino Tunnel)은 스위스 남동부 그라우뷘덴주의 도로 터널이다. 그것은 산베르나르디노 마을과 힌터라인 마을 사이의 산베르나르디노 고개 아래를 달리며 A13 고속도로와 유럽 루트 E43의 일부를 형성한다. 터널은 1967년에 완공되었으며, 길이는 6,596m이다. 터널이 열린 이후 이탈리아어를 사용하는 그라우뷘덴의 남쪽 계곡 중 하나인 발 메솔치나(Val Mesolcina)는 이제 나머지 주의 나머지 계곡과 일년 내내 연결된다.
산 베르나르디노 터널은 단일 차도 고속도로로 A13의 일부이므로 중앙 물리적 구조없이 하나의 구멍을 통과한다. 방향당 1차선만 있기 때문에 터널 내에서 추월 (다른 차량 추월)이 허용되지 않는다. 속도 제한 카메라는 80km/h의 속도 제한을 적용한다. 이 도로 터널은 고트하르트 터널 보다 교통 체증이 덜 발생한다.
포겔베르그(Vogelberg)라는 옛 이름은 해마다 큰 무리를 지어 이곳을 지나가는 철새를 가리키는 것일 수 있다. 이들은 이제 터널을 ‘지름길’로 발견했다. 때때로 새들이 방해받지 않고 길을 찾을 수 있도록 교통을 멈춰야 한다.

## 역사
1967년에 6.6km 길이의 산 베르나르디노 터널이 힌터라인과 산베르나르디노 마을 사이에 있는 N13 국도 (오늘날 A13)의 일부로 개통되었다. 동부 스위스와 티치노주를 연결하는 터널, 그리고 스위스에서 화물 및 개인 운송을 위한 고트하르트 알파인 교차점 다음으로 가장 중요하다. 계획 당시 현재의 교통 밀도는 아직 명확하지 않았다. 오늘날의 관점에서 볼 때 도로는 매우 협소하고 환기 시스템은 현대적인 요구 사항을 충족하지 못했다. 별도의 비상 탈출 터널은 존재하지 않았다. 산 베르나르디노 경로는 국제 지역을 A2로 가는 탈출 경로로 사용했다.(특히 2001년 고트하르트 터널이 사고로 일시적으로 폐쇄된 후). 대형 차량에 적합하지 않은 좁은 터널. 터널의 주요 보수 공사는 1991년에 시작되어 2006년에 완료되었다. 다음과 같은 수정이 이루어졌다.
- 중앙 채널의 바닥을 낮추는 단계;
- 배수 시스템(별도 시스템) 및 라인 채널의 개조;
- 전기 기계 장비의 갱신;
- 현대의 요구에 맞게 조정된 작동 및 화재 환기;
- 비상 탈출 터널을 만드는 것;
- 도로 건설의 철거 및 재건;
- 클래딩 패널의 갱신;
- 트래픽 흐름을 유지하면서 수리.

총 건설 비용은 약 CHF 2억 3,600만(약 1억 4,800만 유로)에 달했다.
1999년 프랑스와 이탈리아 사이의 몽블랑 터널 화재는 스위스를 포함한 여러 국가에서 도로 터널의 일반 안전 검토를 촉발했다. 2007년 9월 산 베르나르디노 터널은 주요 안전 업그레이드가 완료되었다. 조명이 증가하고, 더 고르게 확산되어 가시성이 향상되었다. 재작업된 탈출 터널에 대한 접근 지점의 가시성에 특별한 주의를 기울였으며, 대형 화재 발생 시 탈출 경로가 연기로 인해 가려지는 위험을 최소화했다.